# Liste des émissions de National Geographic
Cet article recense la liste des épisodes des émissions de National Geographic.

## Mégastructures
1. Les Tours Petronas
2. Tau Tona: la plus grande mine d'or
3. Le récif artificiel aux Pays-Bas
4. Le Barrage d’Itaipu
5. Le Tunnel de Boston
6. Le Porte-avions USS Ronald Reagan
7. Les Routes Allemandes
8. Le Golden Gâte
9. Le Tunnel sous la Manche
10. Kansai, l'ile-aéroport
11. Le pont du Péloponnèse
12. La tour Sears de Chicago
13. Le viaduc de Millau
14. Le pont d’Akashi
15. Le pont de Copenhague
16. L'Airbus A380
17. Les îles de Dubaï
18. Les plus grands Pipelines
19. Les ponts de Chine
20. USS Sea Wolf
21. Centre Kennedy NASA
22. OOCL Atlanta
23. Les plates-formes pétrolières
24. USS Virginia
25. Un casino vénitien à Las Vegas
26. La base de lancement Sea Launch
27. Le barrage Hoover
28. Le canal de Panama
29. Une ville dans une Pyramide
30. La station spatiale internationale
31. L'ultime grand huit
32. La ville suspendue
33. Les méga excavateurs
34. Anatomie D'un Gratte-ciel
35. La montagne d’ordure
36. Taipei
37. Le réservoir à requins de San Francisco
38. La super centrale d'Algérie
39. Les Trains Du Futur
40. Le Port De Rotterdam
41. Les forages en haute mer du nord
42. La grande course des montagnes russes
43. Les inconstructibles Hallandsas
44. Conception de la BMW série 6
45. Le méga-pont de Bangkok
46. Taipei 101

57. Le Nouveau Ferry d'Hawaï

58. Le barrage géant en Islande

59. L’hôtel 7 étoiles de Dubaï

60. Le paquebot suprême

62. Les Îles - Monde

63. Hi-tech Prison

64. Le téléphérique de Hong Kong

65. Les camions

66. Le cube de Pékin

67. L’acier

68. Le pont de Washington

69. Le béton

70. La brique

71. L'USS John C - Stennis (CVN-74)

72. La force des océans

73. L'électricité dans le miroir

74. Le pont de la baie de Hangzhou

75. La chaleur de la terre

76. Le Pentagone

77. La gare de Berlin

78. Les Twin Towers-Autopsie D'un Effondrement

85. Au-dessus du Grand Canyon

86. L'hélicoptère Air-crane

110. Oasis of the seas

128. La tour pise d’Abou Dhabi

136. Le mall de Dubaï

137. La grande mosquée d'Abu Dhabi

141. L’Antonov 124

144. Les géants du grand large

## Megacities
47. Las Vegas

48. Sao Paulo

49. Mexico

50. Mumbai (Bombay)

51. Paris

52. Hong Kong

53. New York

54. Londres

55. Japon

## Superstructures évolution
87. Le barrage des trois gorges

88. La station spatiale internationale

89. Transatlantiques

90. Télescopes

91. Dômes

92. Plateformes pétrolières

93. Tunnels

134. Grande roue

## Superstructures XXL
95. Les Grands huit

96. Le centre des finances de Shanghai

97. Tunnel à haut risque

98. Les palaces flottants

99. La tour Trump de Chicago

100. Le nouveau stade de Dallas

101. Le pont du 3e millénaire

102. Le deuxième canal de Panama

103. Un barrage au cœur des Andes

104. Un hôtel a grande vitesse

105. NASA : Objectif Mars

106. Une nouvelle ville pour Las Vegas

## Superstructures SOS
79. Le miroir des étoiles

80. Opération géant des mers

81. Cargo en panne

82. Panique sur l'éolienne

83. Turbulences à Roissy

84. Mission offshore

121. Le circuit des atomes

122. Mission atomique

123. Zone de haute tension

124. Pipeline en panne

125. Miroirs solaires

126. Le satellite d'Ariane

130. Suspendus dans les airs

131. Croisière en cale sèche

132. Le Cirque du soleil

## Mégastructures de légende
56. Le Colisée

61. L’Empire Romain

112. La Cathédrale de Chartres

114. La grande pyramide de Gizeh

115. Le Machu Picchu

116. Le Taj Mahal

117. La cathédrale Sainte-Sophie

118. La cathédrale St Paul

119. Angkor

120. Petra

127. Alhambra

129. Gratte-ciel de New York

## Megafactories
108. Ikea

109. Rolls Royce

111. Métro New-yorkais

113. L’Audi R8

133. Les hélicoptères Apache

138. John Deere

139. Porsche

140. Lamborghini

142. Les tanks

145. Les camions Peterbilt

146. Ferrari

147. Chevrolet

0. Jack Daniels

## Superstructures démolition
135. Navire à recycler

## Non classé
94. Greensburg

107. Train

143. Sous-marin russe

144. Les Evadés de l'enfer